# Simone Arnold Liebster
Simone Maria Arnold épouse Liebster (née le 17 août 1930 à Husseren-Wesserling) est une femme française persécutée par le nazisme pendant la Seconde Guerre mondiale en raison de son appartenance aux Témoins de Jéhovah.

## Biographie
Simone Arnold s'installe à trois ans à Mulhouse avec ses parents, Emma et Adolphe Arnold, des catholiques qui se convertissent à la foi des Témoins de Jéhovah en 1938. Comme ses parents, elle devient membre des Témoins de Jéhovah en 1941. Après l'occupation de l'Alsace par la Wehrmacht, elle est expulsée du Gymnasium en 1941 pour avoir refusé de faire le salut hitlérien. En septembre 1942, elle est envoyée au Wessenberg'sche Erziehungsanstalt, une maison de correction à Constance en raison d'une nouvelle résistance. Pendant près de deux ans, il lui est interdit de parler et elle est contrainte à des travaux forcés.
En 1945, elle retrouve ses parents qui avaient été dans des camps de concentration. En 1951, Simone Arnold part à New York pour se former comme missionnaire à la Watchtower Bible School of Gilead, rentre en France après un séjour missionnaire en Afrique du Nord, et en 1956 épouse à Paris Max Liebster, lui aussi persécuté par les nazis.
Elle écrit le récit « Seule face au lion » et crée avec son mari la Fondation Arnold-Liebster, dont le but est de promouvoir et de défendre la paix, la tolérance, les droits de l’Homme et la liberté religieuse.